# Drepanosticta trachelocele
Drepanosticta trachelocele är en trollsländeart som beskrevs av Van Tol 2005. Drepanosticta trachelocele ingår i släktet Drepanosticta och familjen Platystictidae. Inga underarter finns listade i Catalogue of Life.